# Harry Goodwin
Pour les articles homonymes, voir Goodwin.
Harry Goodwin, né le 21 juillet 1924 à Rusholme et mort le 23 septembre 2013 à Davyhulme dans la banlieue de Manchester (à 89 ans), est un photographe britannique, essentiellement connu pour ses clichés de personnalités du milieu sportif et du monde du spectacle. Entre 1964 et 1973, il est le photographe attitré de l'émission musicale télévisée Top of the Pops, diffusée sur la BBC.

## Biographie

### Enfance et débuts
Natif de Rusholme, il grandit à Chorlton-cum-Hardy, dans la banlieue sud de Manchester. Il assiste son père, bookmaker de profession, et acquiert les compétences qu'il juge nécessaires à son futur métier : " J'avais pour habitude d'être un homme de tic-tac, qui annonçait les cotes en criant. Vous devez avoir les mêmes réflexes et la même rapidité pour être photographe".
Son goût pour la photographie vient de son affectation au sein de la Royal Air Force au cours de son service national (wartime national service). Il effectue ses premiers clichés en vol, lors de missions de reconnaissance au-dessus de la Birmanie, pour obtenir des renseignements sur les positions des forces d'occupation japonaises. Lorsque son unité déménage à Kuala Lumpur, il emprunte le matériel photographique de la Royal Air Force et prend des clichés glamour de femmes locales pour les revendre ensuite à ses collègues. Une fois démobilisé, Harry Goodwin retourne à Manchester.

### Top of the Pops(1964-1973)
Autodidacte, il exerce la profession de photographe, en se spécialisant dans son sport favori : la boxe. Mais ses premières photos publiées sont des clichés réalisés lors d'un prix de beauté, qui font la une du Daily Mirror. Ken Dodd est le premier artiste du monde du spectacle à figurer parmi les célébrités prises en photo par Goodwin.
Entre deux contrats, Harry travaille pour l'antenne de la BBC à Manchester, et réalise des clichés lors d'émissions telles que Comedy Playhouse et The Val Doonican Show. Fin 1963, il est contacté par Johnnie Stewart, producteur à la BBC, qui lui propose une offre pour un poste de photographe à l'occasion du lancement d'une émission télévisée musicale, Top of the Pops, qu'il accepte. Son travail, crédité, lui apporte une certaine notoriété. L'émission démarre le 1er janvier 1964 avec le titre I Wanna Be Your Man des Rolling Stones. Le succès est immédiatement au rendez-vous. Lorsque le show déménage à Londres en 1966, Goodwin décide de suivre l'équipe dans la capitale. Il continue de travailler pour Top of the Pops jusqu'à son départ en 1973. Au cours de cette période qui s'étale sur une décennie, il est amené à photographier une centaine de stars, prenant des clichés de chaque invité de l'émission. John Lennon, Jimi Hendrix, David Bowie et Bob Dylan en sont quelques exemples. La plupart du temps, les vidéos originales sont perdues et les clichés en noir et blanc de Goodwin sont les seuls témoignages de leurs performances. Onze de ses portraits, dont celui de Sandie Shaw, des quatre membres des Beatles et du boxeur Mohamed Ali, font partie de la National Portrait Gallery. Les photos de Goodwin sont réputées pour être prises "dans le feu de l'action", en toute authenticité.

### Expositions et fin de carrière
Son travail est peu à peu dévoilé au public à l'occasion d'expositions. En 2004, le  Lancashire Museum à Preston présente An exhibit Legends: The Photographs of Harry Goodwin, qui est délocalisée au Lancaster City Museum l'année suivante, avant de revenir à Preston en 2007.
En 2009, Harry Goodwin reçoit un Life Achievement Award des mains de la municipalité de Manchester.
En 2010, pas moins de 200 clichés de Goodwin sont exposés au Victoria and Albert Museum. Intitulée  The Glory Years of Rock britannique, l'exposition présente, à travers son travail, les icônes de la scène pop-rock des années 1960 et 1970, dont les Beatles, les Rolling Stones, Stevie Wonder, ou encore les Jackson Five. Ses photos les plus célèbres, réalisées pendant l'émission Top of the Pops, sont incluses dans un livre écrit par Goodwin, intitulé My Generation, qui est publié en 2010.
En 2012, Goodwin cède des archives de son travail à l'Université de Salford pour une exposition présentée dans la bibliothèque Clifford Whitworth.
Sa santé décline en 2013. Admis au Trafford General Hospital à Davyhulme, dans la banlieue du Grand Manchester, il meurt le 23 septembre 2013, âgé de 89 ans.

## Livres
- The Story of The Supremes, (Daryl Easlea) V&A Publishing (2008).  (ISBN 978-1-85177-552-1)
- My Generation: The Glory Years of British Rock (w/Alywn W. Turner) V&A Publishing (2010),  (ISBN 978-1-85177-597-2)